# Hélène Ahrweiler
Hélène Glykatzi-Ahrweiler (in greco Ελένη Γλύκατζη-Αρβελέρ?; Atene, 29 agosto 1926) è una storica greca.
È anche ambasciatrice di buona volontà dell'UNICEF per la Grecia. Nello show Great Greeks del 2008 è stata nominata tra le 100 personalità greche più grandi di tutti i tempi.

## Biografia
Nacque ad Atene nel 1926 da una famiglia di profughi dell'Asia Minore. Dopo il diploma studiò storia e archeologia presso la facoltà di filosofia dell'Università di Atene. Dopo aver lavorato al Centro Studi per l'Asia Minore si trasferì a Parigi nel 1953 per proseguire gli studi presso l'École pratique des hautes études, dove conseguì il dottorato in storia e classici. Nel 1955 iniziò a lavorare come ricercatrice presso il Centro nazionale francese per la ricerca scientifica (CNRS) e il 7 novembre 1958 sposò l'ufficiale dell'esercito francese Jacques Ahrweiler. Nel 1960 conseguì il suo dottorato in storia presso l'Università Sorbona. Nel 1964 divenne direttrice del CNRS e due anni dopo completò il suo secondo dottorato di ricerca in filologia. Nel 1967 divenne docente della facoltà di lettere alla Sorbona.
Dal 1970 al 1973 è stata vicerettrice dell'Università Pantheon-Sorbona, e dal 1976 al 1981 ne fu rettrice, divenendo la prima donna a ricoprire tale incarico nei 700 anni di storia della Sorbona e la prima donna al mondo a ricoprire la carica di rettrice in un'università di fama mondiale. Nel 1982 il presidente francese François Mitterrand la nominò Rettrice dell'Accademia di Parigi e Cancelliera delle Università di Parigi, carica ricoprì fino al 1989. Dal febbraio 1989 all'agosto 1991 fu presidente del Centro Georges Pompidou. Il presidente francese Jacques Chirac le conferì la medaglia del commendatore dell'ordine della Legion d'Onore per il suo lavoro scientifico. Ha ricevuto diversi dottorati honoris causa da varie università del mondo, tra cui quelle di Londra, Belgrado, New York, Nouveau Brunswick, Lima, Università americana di Parigi, Harvard e Haifa. Nel 2007 ha ricevuto il titolo di Dottore Onorario del Dipartimento di Studi sui Media dall'Università Aristotele di Salonicco.

## Onorificenze
È membro corrispondente della British Academy, dell'Accademia di Atene, dell'Accademia delle scienze di Berlino, dell'Accademia bulgara delle scienze e membro associato dell'Accademia reale del Belgio.

## Pubblicazioni
- Byzance et la mer, 1966
- Études sur les structures administratives et sociales de Byzance, 1971
- L'Idéologie politique de l'empire byzantin, 1975
- Byzance : les pays et les territoires, 1976
- The Making of Europe, 1999
- Les Européens, 2000
- Le Roman d'Athènes, 2004